# Peter Turchin
Peter Turchin, Piotr Walentinowicz Turczin (ur. 22 maja 1957 w Obninsku) – rosyjsko-amerykański naukowiec zajmujący się ewolucją społeczną i kulturową, biolog ewolucyjny.

## Życiorys
Syn Walentina Turczina, radzieckiego dysydenta. W latach 1975–1977 studiował biologię na Uniwersytecie Moskiewskim.

## Dokonania
Twórca terminu kliodynamika, opisującego matematyczne modelowanie zjawisk historycznych i statystyczne testowanie teorii historycznych. Rozwinął teorię strukturalno-demograficzną Jacka Goldstone’a, wyjaśniającą zjawiska niestabilności politycznej, oraz pokazał możliwość matematycznego modelowania cyklów sekularnych. Jest współtwórcą bazy danych historycznych Projekt Seshat.
Turchin jest kolejnym badaczem, który próbuje wykorzystać matematykę do badań historycznych. W najnowszej swojej książce End Times. Elites, Counter-elites and the Path of Political Disintegration (Czasy ostateczne. Elity, kontrelity i polityczna dezintegracja) sam wymienia wcześniejsze niezbyt udane próby, które spotkały się z krytyką historyków.
Redaktor naczelny czasopisma „Cliodynamics: The Journal of Quantitative History and Cultural Evolution”. Jeden ze współtwórców Instytutu Ewolucji (Evolution Institute). Założyciel wydawnictwa Beresta Books.
Obecnie (2024) pracuje głównie w Complexity Science Hub w Wiedniu.

## Publikacje książkowe
- Quantitative Analysis of Movement: Measuring and Modeling Population Redistribution in Animals and Plants (1998)[14]
- Complex Population Dynamics: a Theoretical/Empirical Synthesis (2003)[15]
- Historical Dynamics: Why States Rise and Fall (2003)[8]
- War and Peace and War: The Rise and Fall of Empires (2007)[16]
[wyd. pol. Wojna i pokój, i wojna: jak powstają i upadają imperia (2022)[17]]
- Secular Cycles (razem z S. Nefedovem, 2009)[18]
- Ultrasociety: How 10,000 Years of War Made Humans the Greatest Cooperators on Earth (2016)[19]
- Ages of Discord: A Structural-Demographic Analysis (2016)[20]
- Figuring Out the Past: The 3,495 Vital Statistics that Explain World History (razem z Danielem Hoyerem, 2020)[21]
- End Times: Elites, Counter-Elites, and the Path of Political Disintegration (2023). ISBN 978-0-14-199928-9[22][23]